# Pieśni Sandomierzanina
Pieśni Sandomierzanina – dwa polskie teksty pieśniowe zapisane w XV wieku.
Teksty zostały ogłoszone drukiem przez Wacława Maciejowskiego w 1852 pod tytułem R[ok.] 1497. Sandomierzanina pieśni i dzieje wierszem opowiadane. Znajdowały się na dwóch luźnych kartach, którymi podklejona była stara książka. Karta nie zachowały się do czasów współczesnych.
Maciejowski wydzielił w tekście osiem części, oznaczając je literami alfabetu greckiego, i poprzedził je tytułami, prawdopodobnie nadanymi przez siebie, jednak nie można wykluczyć, że niektóre znajdowały się w rękopisie. Późniejsi wydawcy podali w wątpliwość podział Maciejowskiego, dzieląc cały tekst na dwa utwory. Jednak podział na dwa wiersze również jest hipotetyczny. Pierwszą pieśń można podzielić na dwie kolejne części: opis męki Jezusa na krzyżu oraz opowieść o dwóch graczach w kości, grających w imię Boga i diabła.
Do Pieśni Sandomierzanina zaliczają się:
- Pierwsza pieśń Sandomierzanina – Mękę Bożą spominajmy (pieśń pasyjna)
- Druga pieśń Sandomierzanina – Mamy wszyćcy k temu się dziś brać (opis napadu Tatarów na Sandomierz w 1259)